# Мартос, Алексей Иванович
Алексе́й Ива́нович Ма́ртос (12 декабря 1790, Санкт-Петербург — 25 августа 1842, Ставрополь-Кавказский, Кавказская область) — русский писатель и историк, сын скульптора Ивана Мартоса; капитан инженерных войск (1816), действительный статский советник (1841).

## Биография
В 1806 году поступил в Инженерный корпус юнкером 2-го класса. Служил в Киевской инженерной команде, в 1809 году получил чин подпоручика.
В 1810 году, во время русско-турецкой войны, состоял при генерал-майоре И. М. Гартинге в Молдавской армии, отличился при осаде крепости Силистрия. С осени 1812 года, в ходе Отечественной войны, находился при главнокомандующем Дунайской армией адмирале П. В. Чичагове; участвовал в сражении на Березине.
В 1813—1815 годах в чине штабс-капитана служил в Кишинёве при И. М. Гартинге, управлявшем Бессарабской губернией. С начала 1816 года — адъютант графа А. А. Аракчеева. Осенью 1816 года командирован для управления Высоцкой волостью. С ноября 1816 года — капитан «по инженерному корпусу». В январе 1818 года вышел в отставку «по болезни».
26 мая 1821 года избран в члены Вольного общества любителей словесности, наук и художеств. Был знаком с Н. В. Гоголем.
С 1822 года на статской службе в Енисейском губернском правлении в чине надворного советника при губернаторе А. П. Степанове. Служил председателем губернского суда Енисейской губернии. С 1827 по 1832 год — новгородский губернский прокурор.
В 1827 году издал свои «Письма о Восточной Сибири», вскоре ставшие популярной книгой. А. Г. Муравьёва выписала «Письма о Восточной Сибири» в Читинский острог в октябре 1827 года. Переводил Квинта Курция и Иоганна Архенгольца.
С 1837 года — управляющий Ставропольской комиссариатской комиссией. В 1841 году получил чин действительного статского советника.

## Автор книг
- Записки инженерного офицера Мартоса о Турецкой войне в царствование Александра Павловича. 1806–1812.
- История Малороссии. Труд не пропущен цензурой. Отрывки печатались в «Северном архиве» в 1822–1823 годах.
- «Письма о Восточной  Сибири».  // Москва. Университетская типография. 1827
- Записки инженерного офицера Мартоса / Сообщ. А. А. Титов // Русский архив, 1893. – Кн. 2. – Вып. 7. – С. 305–368; Вып. 8. – С. 449–542. Архивная копия от 10 января 2012 на Wayback Machine

## Награды
- Орден Святого Владимира 4-й степени.
- Орден Святой Анны 4-й степени,
- Кавалер императорской серебряной медали 1812 года.